# Gustav Aagaard
Carl Gustav Oskar Aagaard (18 tháng 9 năm 1852 - 16 tháng 1 năm 1927) là một nhà văn và linh mục người Na Uy. Những câu chuyện của ông chủ yếu mang tính chất tôn giáo, nhưng ông cũng xuất bản những câu chuyện sau đó thường mang tính chất giải trí, nhưng với khuynh hướng đạo đức được nhấn mạnh. Ông cũng được biết đến với những bài thánh ca của mình.
Gustav Aagaard là anh trai của tác giả Oscar Aagaard (1855–1936).

## Tác phẩm
- Fra tusmørketimerne (From the Twilight Hours, 1892)
- Sjøluft: billeder i digt (Sea Air: Pictures in Poetry, 1893)
- Min solstraale: fortælling (My Sunbeam: A Story, 1895)
- Speilbilleder: en fortælling (Mirror Images: A Story, 1896)
- Sterke hænder (Strong Hands, 1897)
- En spøgelseshistorie (A Ghost Story, 1899)
- I skygger og lys (In Shadows and Light, 1900)
- Keiser Felix: fortælling (Emperor Felix: A Story, 1904)
- Til min kjære: nogen av mine digte og sange: til minde (To My Love: Some of my Poems and Songs: In Memory, 1921)

## Sự nghiệp diễn xuất
- 1921 Felix